# جون فريزر (ممثل)
جون ألكسندر فريزر (18 مارس 1931 - 7 نوفمبر 2020)، هو ممثل ومؤلف اسكتلندي. اشتهر بأدائه في عدة أفلام منها: النفور.

## روابط خارجية
- جون فريزر في قاعدة بيانات الأفلام على الإنترنت